# Johann Serlinger

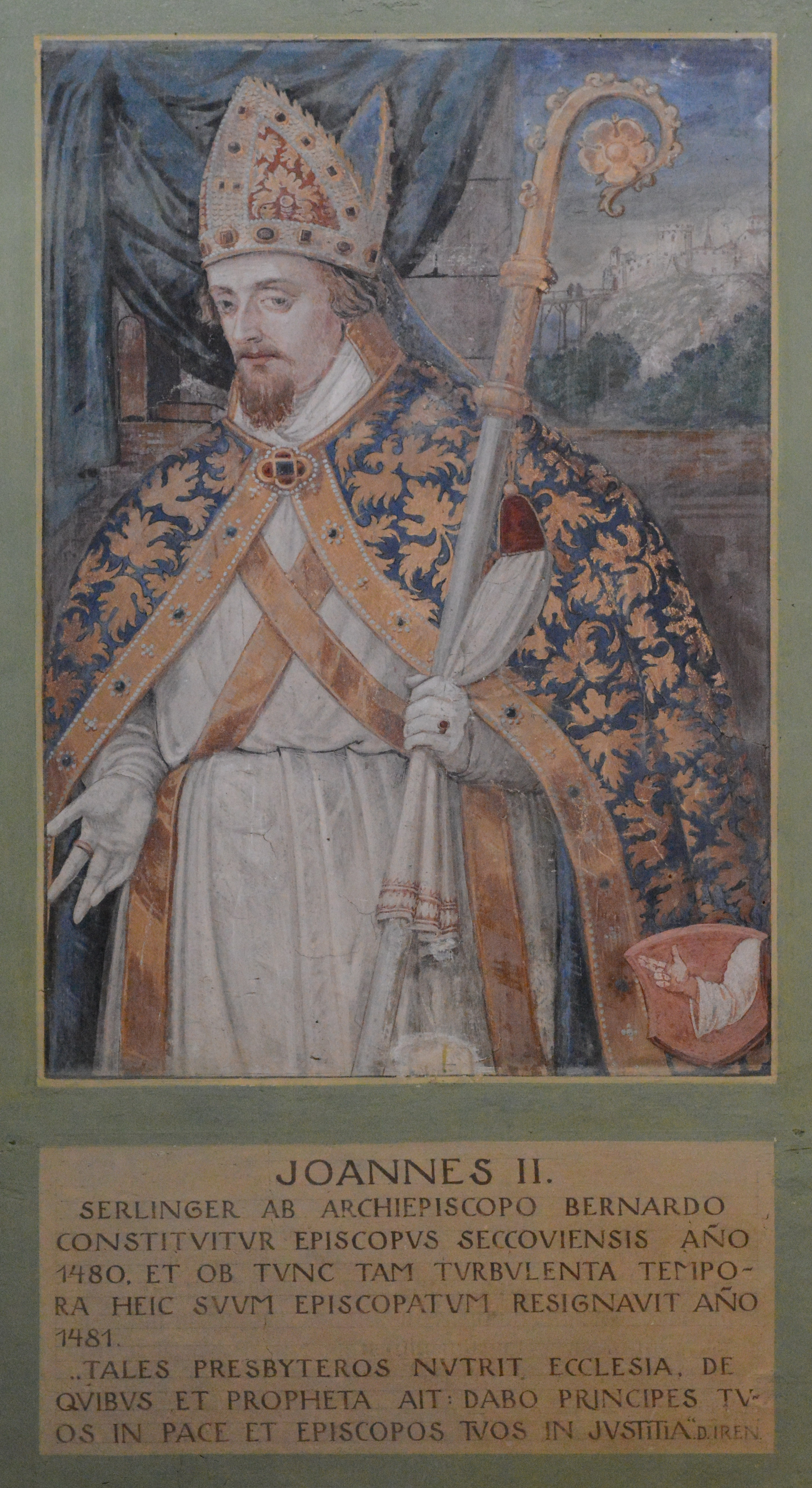
Halbfigurenportrait Bischof Johann II. Serlinger, Basilika Seckau, Bischofskapelle (Darstellung um 1595)

Johann Serlinger († 3. Februar 1511 in Salzburg) war nominierter Bischof von Seckau.
Johann Serlinger entstammte einer bürgerlichen Familie. Am 28. November 1480 wurde er durch den Salzburger Erzbischof Bernhard von Rohr zum Bischof von Seckau ernannt. Im Krieg zwischen Kaiser Friedrich III. und dem ungarischen König Matthias Corvinus war sein Bistum durch die Ungarn und die kaiserlichen Truppen besetzt. Daher gelangte Serlinger weder in den Besitz seiner Diözese noch wurde er zum Bischof geweiht.
Mit der päpstlichen Ernennung seines Nachfolgers Matthias Scheit am 10. Dezember 1481 resignierte er auf sein Bistum. Ab 1492 war Serlinger Kammerschreiber und Verwalter des Domkustodie in Salzburg. Um das Jahr 1501 zog er sich zurück und verfasste einen Katalog über die Salzburger Erzbischöfe. Um 1493 dürfte er die Pfarre Mooskirchen und den Sitz zu Jagerberg als Lehen bekommen haben.
Johann Serlinger starb 1511 in Salzburg. Er wurde auf dem Friedhof von St. Peter beigesetzt. Sein Epitaph zeigt einen von Würmern zerfressenen Leichnam und ist kulturgeschichtlich interessant.